# Karaliyadde Bandara
Karaliyadde Bandara (mort en 1592) est un roi du royaume de Kandy, dans l'actuel Sri Lanka de 1552 à 1582.

## Biographie
Karaliyadde Bandara (Jayaveera II) est le fils et successeur de Jayaweera Astana. Comme son beau-frère Dharmapala de Kotte, il se convertit au christianisme sous le nom de  Dom Felipe et se place sous la protection des Portugais. Le roi de Sitawaka Rajasinha I, après avoir remporté une importante victoire contre les Portugais lors de la bataille de Mulleriyawa en 1559, réussit à annexer le royaume de Kandy en 1581. 
Le roi Karalliyadde Kumara Bandara s'enfuit dans un premier temps dans le royaume de Jaffna, puis se réfugie sous la protection des Portugais à Trinquemalay avec son épouse, ses enfants et son neveu Yamasinghe Bandara (en), le fils de sa sœur. La famille royale est décimée par la variole et seuls survivent Yamasinghe Bandara, âgé de 19 ans, et une enfant, Kusumasana Devi, qui sont convertis au christianisme et baptisés respectivement Dom Felipe et Dona Catarina. Catarina est élevée à l’européenne par des nones. 
Pendant ce temps le roi Rajasinha I avait nommé comme gouverneur de Kandy un membre d'une lignée cadette de la famille royale, Virasundara Mudiyanse, de Peradeniya, qu'il fait ensuite mettre à mort pour trahison. Le fils de ce dernier, Konappu Bandara, se réfugie lui-aussi à Colombo chez les portugais où il reçoit le nom de Don João de Austria.

### Source historique
- Culavamsa, récits en pali de l'histoire du Sri Lanka du IVe siècle à la chute du royaume de Kandy en 1815.